# Michelle Cardona
Michelle Cardona Santiago (Toa Baja, 5 settembre 1981) è una pallavolista portoricana.
Gioca nel ruolo di palleggiatrice nelle Orientales de Humacao.

## Carriera
La carriera di Michelle Cardona inizia nel 1998 con le Llaneras de Toa Baja, con le quali gioca per cinque stagioni, disputando due finali di Liga Superior e vincendo lo scudetto nel 1999. Dopo due stagioni alle Leonas de Ponce, nel 2004 debutta in nazionale. Dopo due stagioni alle Vaqueras de Bayamón, nel 2007 viene ingaggiata dalle Criollas de Caguas, con le quali disputa altre due finali scudetto, perdendole entrambe. Nella stagione 2009 torna alle Vaqueras de Bayamón, che lascia a metà della stagione successiva per trasferirsi alle Indias de Mayagüez; durante la stagione 2011 supera la quota dei 6000 assist in carriera. Nella stagione successiva fa ancora parte delle Indias de Mayagüez, ma non scende in campo per maternità nei primi incontri della stagione, finché viene ceduta alle Valencianas de Juncos.
Dopo una stagione di inattività, rientra in campo nel campionato 2014 con le Orientales de Humacao.

## Palmarès

### Club
- Campionato portoricano: 1

1999

### Premi individuali
- 2004 - Liga Superior portoricana: Miglior palleggiatrice